# Синдром Рамсея Ханта
Три различных неврологических синдрома носят название синдрома Рамсея Ханта. Единственная их связь заключается в том, что все они были впервые описаны известным неврологом Джеймсом Рамзи Хантом (1872—1937).
Если в диагнозе не уточняется тип, по умолчанию подразумевается Синдром Рамсея Ханта 2 типа.
- Синдром Рамсея Ханта 1 типа, также называемый мозжечковым синдромом Рамсея Ханта, представляет собой редкую форму дегенерации мозжечка, которая включает миоклоническую эпилепсию, прогрессирующую атаксию, тремор и процесс деменции[1].
- Синдром Рамсея Ханта 2 типа (синдром Рамзи Ханта, невралгия Ханта, синдром коленчатого узла (ганглия), ганглионит коленчатого узла) — вирусное поражение коленца лицевого нерва, характеризующееся периферическим параличом лицевого нерва, герпетическим высыпанием в области наружного слухового прохода, иногда языка, болью в лице и вовлечением тройничного и преддверно-улиткового нервов[2]. Является формой опоясывающего лишая. Возбудитель — вирус ветряной оспы (Varicella zoster) семейства герпесвирусов. Составляет 12 % от всех герпетических невропатий лицевого нерва. Симптомы могут включать: поражение нижних двигательных нейронов лицевого нерва, глухота, головокружение,  боль[3][4]. Для заболевания характерна триада: ипсилатеральный паралич лицевого нерва, боль в ушах и везикулярная сыпь вокруг слухового прохода и внутри него[5].
- Синдром Рамсея Ханта 3 типа — это менее часто упоминаемое состояние, профессиональная невропатия глубокой ладонной ветви локтевого нерва. Его также называют болезнью Ханта или параличом ремесленника[6].